# Alyssum djurdjurae
Alyssum djurdjurae är en korsblommig växtart som beskrevs av Alfred Charles Chabert. Alyssum djurdjurae ingår i släktet stenörter, och familjen korsblommiga växter. Inga underarter finns listade i Catalogue of Life.